# USS Bache (DD-470)
USS Bache (DD-470) — эскадренный миноносец типа «Флетчер» ВМС США. Назван в честь участника Гражданской войны коммандера Джорджа Бейча.

Эсминец был заложен 19 ноября 1941 года на верфи Bethlehem Steel, спущен на воду 7 июля 1942 года и сдан в эксплуатацию 14 ноября 1942 года.

## История
6 февраля 1943 года вышел из Норфолка, сопровождая авианосец Victorious. Корабли прибыли в Пёрл-Харбор 4 марта. После завершения периода обучения экипажа, 10 мая эсминец направился к Алеутским островам. В этом районе он нёс службу до декабря 1943 года. Участвовал в бомбардировках острова Кыска. Затем вернулся на Гавайи и, после ремонта, вошёл в состав 7-го флота.

До 29 октября 1944 года действовал в составе 7-го флота: обстреливал Новую Британию (26 декабря 1943), остров Лос-Негрос (29 февраля 1944), острова Адмиралтейства (с 4 по 7 марта 1944). С апреля по сентябрь активно действовал у побережья Новой Гвинеи. 25 октября в составе соединения TG 77.3 участвовал в бою в проливе Суригао. 29 октября 1944 года вернулся в США для ремонта.

20 февраля 1945 года присоединился к кораблям 5-го флота у атолла Эниветок. С 28 февраля по 5 марта действовал в районе Иводзимы. 1 апреля эсминец прибыл на Окинаву. 3 мая получил незначительные повреждения в результате атаки камикадзе. 13 мая, находясь в дозоре, подвергся ещё одной атаке: самолёт врезался в надстройку эсминца и взорвался чуть выше главной палубы корабля. 41 член экипажа погиб, 32 получили ранения. После тушения пожара, эсминец был взят на буксир и отведён к Керама Ретто для ремонта.

После исправления основных повреждений, корабль направился в Нью-Йорк для капитального ремонта, куда прибыл 13 июля. После окончания работ он перешёл в Чарлстон, где был выведен в резерв 4 февраля 1946 года.

В 1950 году на верфи Boston Navy Yard эсминец был модернизирован. 2 января 1951 был переклассифицирован в эскортный эсминец (DDE-470). 1 октября 1951 года вступил в строй. Шесть раз выходил на боевую службу в Карибское море. Трижды, в составе 6-го флота, совершал походы в Средиземное море.

30 июня 1962 года снова получил номер DD-470.

USS Bache на отмели, Родос, 1968 год

6 февраля 1968 года в штормовую погоду эсминец вынесло на мель в гавани острова Родос. Было принято решение о списании корабля и разборке его на металл. 1 марта 1968 года эсминец Bache был исключён из состава ВМС.

## Награды
Эсминец был награждён восемью Боевыми звёздами за службу во Второй мировой войне.

## Список командиров
- коммандер (позднее контр-адмирал) Джон Ньютон Опи (14 ноября 1942 — 15 января 1943)
- коммандер (позднее контр-адмирал) Фрэнк Маршалл Адамсон (15 января 1943 — 14 февраля 1944)
- лейтенант-коммандер Роберт Камерон Мортон (14 февраля 1944 — 1 декабря 1944)
- лейтенант-коммандер Алан Робертс Макфарланд (1 декабря 1944 — 1 сентября 1945)
- лейтенант-коммандер Уильям Кеннет Рэтлифф (1 сентября 1945 — 26 октября 1945)
- коммандер Джон Пол Эймонд (26 октября 1945 — 13 декабря 1945)
- лейтенант-коммандер Уильям Кеннет Рэтлифф (13 декабря 1945 — 5 января 1946)
- лейтенант-коммандер Луис Харки Майо (5 января 1946 — 28 января 1946)
- лейтенант-коммандер Уильям Кеннет Рэтлифф (28 января 1946 — 3 февраля 1946)
- коммандер Джон Уорд Рид (1 октября 1951 — июнь 1953)
- коммандер (позднее вице-адмирал) Джером Генри Кинг мл. (июнь 1953 — 1954)
- коммандер Джозеф Дэвис Линехэн (1954 — 1955)
- коммандер Дэниел Фрэнсис Харрингтон мл. (1955 — 12 февраля 1957)
- коммандер Пол Джозеф Хиддинг (12 февраля 1957 — 1 октября 1958)
- коммандер Рэймонд Уолтер Аллен (1 октября 1958 — 29 ноября 1960)
- коммандер Уолдо Уильям Шейд (29 ноября 1960 — 2 мая 1962)
- коммандер Ричард Дьюи Фобион (2 мая 1962 — июль 1963)
- коммандер Роберт Рэймонд Клемент (июль 1963 — май 1965)
- коммандер Артур Ричард Хаслер мл. (май 1965 — 1967)
- коммандер Эдвард Ара Броудвелл (1967 — 1968)
- лейтенант-коммандер Клайд Эндрю Лео Картер (1968 — 1 марта 1968)